# Marie Gardavská (malířka)
Marie Gardavská (14. března 1871 Kojetín – 6. června 1937, Kojetín) byla česká malířka hanáckého folkloru.

## Život
Marie Gardavská se narodila 14. března 1871 v Kojetíně. Jelikož rodiče kladli dceři překážky, nastoupila vysněnou dráhu malířky až ve svých dvaceti čtyřech letech. Vystudovala Umělecko-průmyslovou školu v Praze u Jakuba Schikanedera. Vedle toho studovala na soukromých školách v Praze a Mnichově. Poprvé svá díla vystavovala v Praze, v roce 1901, na výstavě Umělecké besedy.
Většinu života strávila v rodném městě. Své malířské dílo věnovala především zaznamenávání mizícího lidového umění, zejména lidových krojů na Hané, Slovácku a Valašsku.
K popularitě jejího díla přispěly série barevných pohlednic. Její díla Hanácká stařenka a Hanačka z Kojetína byla zveřejněna na titulních stranách časopisu Zlatá Praha, v číslech 33 a 42 z roku 1902.
U příležitosti šedesátých narozenin byla umělkyně jmenována čestnou občankou města Kojetína. Zemřela 6. června 1937 v Kojetíně, kde byla pochována. Rodné město po ní též pojmenovalo ulici (ulice Marie Gardavské v Kojetíně).
Členka Sdružení výtvarných umělců moravských.

## Dílo (ukázky)
- Hanácká stařenka (Zlatá Praha 33/1901-2, str. 385)[7]
- Hanačka z Kojetína (Zlatá Praha 42/1901-2, str. 493)[8]
- Rakousko-uher. typy lidové. Slováci z Poštorné. Svobodný. (Série pohlednic XII., č. 3. Vydal R. Prombergr v Olomouci, před 1914.)

## Galerie

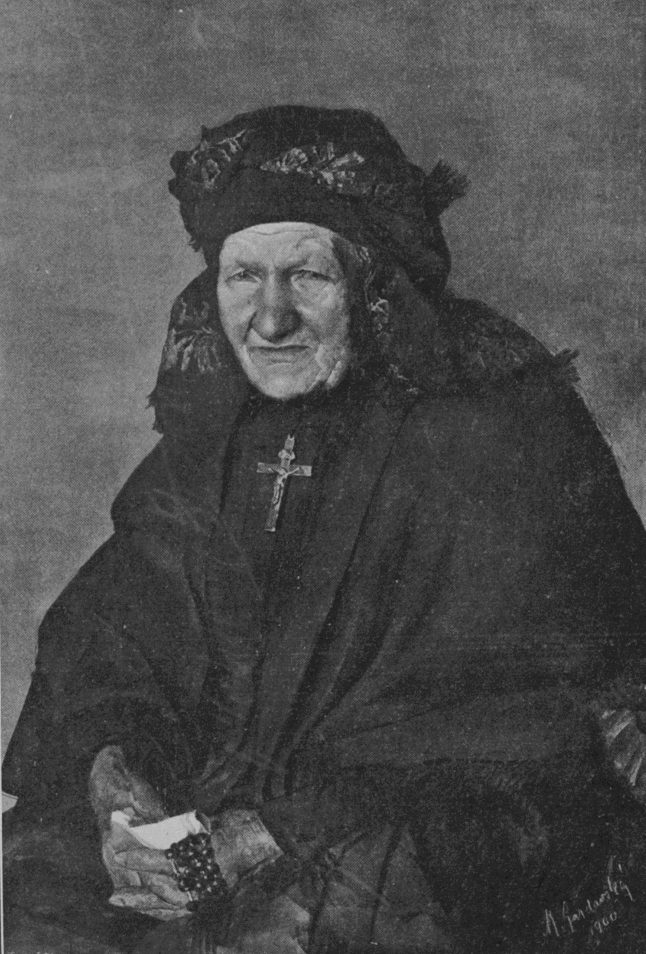
Marie Gardavská - Hanácká stařena
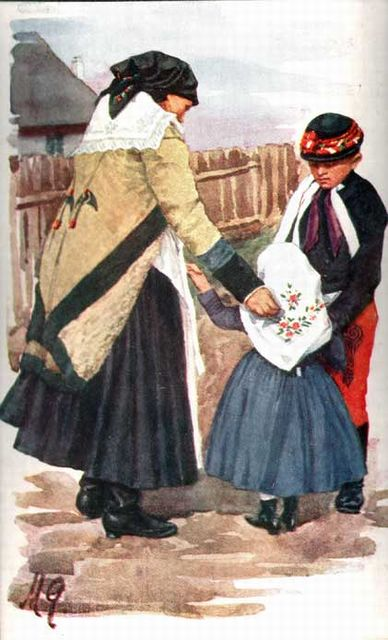
Marie Gardavská - Stařenka s vnoučaty
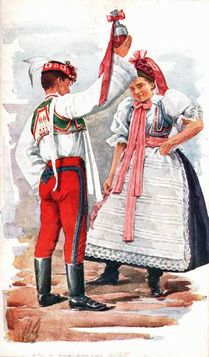
Marie Gardavská – K tanci
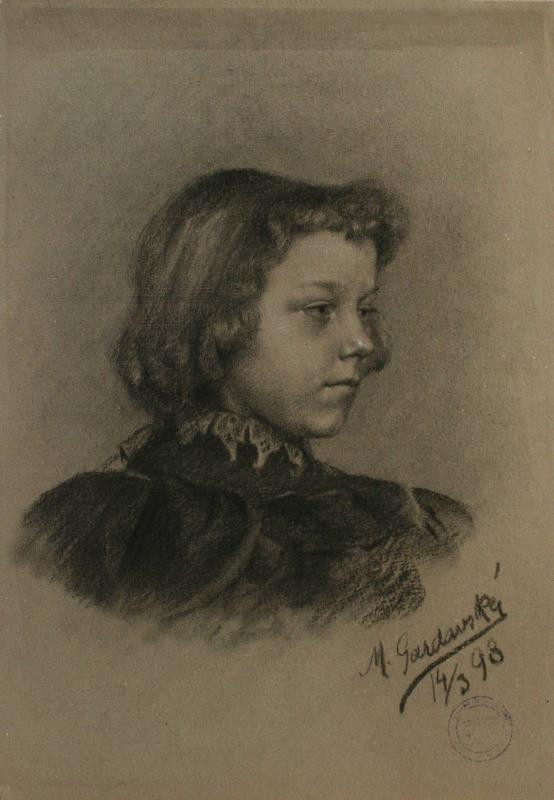
Marie Gardavská – Podobizna dívky (1890)